# (White Man) in Hammersmith Palais
(White Man) in Hammersmith Palais è un singolo della band musicale punk The Clash, scritto da Mick Jones e Joe Strummer. È il sesto singolo da loro pubblicato.

## Il brano
Il brano fu composto dal cantante della band, Joe Strummer, dopo aver assistito ad un concerto di musica reggae all'Hammersmith Palais.

## Tracce
1. (White Man) in Hammersmith Palais (Strummer, Jones) - 4:01
2. The Prisoner (Strummer, Jones) - 3:01

## Riconoscimenti e critica
La canzone si è posizionata al numero 430 nella lista delle 500 migliori canzoni secondo Rolling Stone.

## Formazione
(White Man) In Hammersmith Palais
- Joe Strummer — voce, chitarra ritmica
- Mick Jones — chitarra solista, armonie vocali, armonica a bocca
- Paul Simonon — basso
- Topper Headon — batteria, percussioni

The Prisoner
- Mick Jones — voce, chitarre soliste
- Joe Strummer — chitarra ritmica, cori
- Paul Simonon — basso
- Topper Headon — batteria